# Thomás Bedinelli
Thomás Jaguaribe Bedinelli, mais conhecido como Thomás Jaguaribe, ou simplesmente Thomás (Juiz de Fora, 24 de Fevereiro de 1993), é um futebolista brasileiro que atua como meio-campista. Atualmente joga pela Chapecoense.

## Carreira
Thomás começou numa escolinha do CFZ e depois foi para o Sport, ambos de sua cidade natal. Dono de passaporte com cidadania italiana, Thomás chegou a passar por um período de testes na Roma, da Itália. Também chegou a passar pelas categorias de base do Botafogo.

### Flamengo
Chegou nas categorias de base do Flamengo em 2008. Em 2010, foi campeão invicto do Campeonato Carioca de Juvenis e artilheiro do time na competição.
Foi relacionado para a disputa da Copa São Paulo de Futebol Júnior de 2011. Em uma única partida da competição, Thomás marcou 5 gols. Participou da final contra o Bahia, entrando no segundo tempo no lugar de Lucas. Disputou a Copa Libertadores da América Sub-20 de 2011. Se integrou ao profissional a pedido de Vanderlei Luxemburgo. No dia 15 de julho de 2011, fez seu primeiro treino com o elenco profissional, onde usou até camisa de treino personalizada com o nome e o número 25. Foi relacionado pela primeira vez para um jogo profissional em partida válida pelo Campeonato Brasileiro de 2011 contra o Palmeiras. Sua estreia como profissional ocorreu em 23 de julho de 2011. Alterando entre treinos no profissional e nos juniores, reforçou o time júnior do Flamengo no Torneio Octávio Pinto Guimarães. Voltou para a base de vez para a disputa do Torneio Tirrenoe Sport na Itália. Na sua volta ao profissional, se destacou na vitória sobre o América Mineiro. Jogando contra o Santos de Neymar, Thomás entrou no segundo tempo e incendiou a partida. Estreou como titular na derrota de 4 a 2 para o Grêmio. Teve ótima atuação na goleada do Flamengo contra o Cruzeiro. Depois, disputou 4 partidas do campeonato, totalizando 9 partidas jogadas e nenhum gol marcado. No fim de 2011, voltou para a base para a preparação da Copa São Paulo de Futebol Júnior de 2012.
Disputou, pela terceira vez, com a camisa de número 10, a tradicional Copa São Paulo de Futebol Júnior. Thomás junto com a equipe rubro-negra acabou não indo tão bem como no ano anterior, deixando a competição ainda na fase de grupos. Um dia após a eliminação na Copinha, o meia se apresentou em Londrina para fazer a pré-temporada com time principal. Disputou o primeiro jogo oficial do Flamengo em 2012 na partida válida pelo Campeonato Carioca de 2012 contra o Bonsucesso, Thomás entrou no segundo tempo no lugar de Lucas. Horas após a partida, viajou para a Bolívia para se integrar no grupo que iria disputar a Pré-Libertadores. Prorrogou seu contrato com o Flamengo até o fim de dezembro de 2016, com o novo acordo, Thomás recebeu um reajuste salarial e também teve aumentado o valor da multa em caso de rescisão, onde a ideia de ampliar o vínculo do jogador já vinha sendo discutida desde novembro. O antigo contrato se encerrava apenas em 2015. Com a chegada de Joel Santana, começou a perder espaço no profissional. Foi titular no clássico contra o Fluminense. Em 12 de março de 2012, foi anunciada a numeração fixa do Flamengo para a temporada e Thomás ficou com a camisa de número 20. Estreou na Copa Libertadores contra o Olimpia no empate de 3 a 3. Algumas partidas depois, voltou a treinar nos juniores a pedido de Joel Santana. Após seu regresso aos juniores, os empresários do meia se reuniram com diretoria rubro-negra para definir futuro do jogador, que estava insatisfeito com retorno para as categorias de base e poderia deixar o clube por empréstimo, onde existia interesse de clubes da Série A. Na conversa com o vice de futebol, Paulo Cesar Coutinho, e com Michel Levy, vice de finanças, os empresários Alan Espinosa e Gerson Sá foram comunicados de que o jogador ficaria com os juniores, sem prazo para retornar ao profissional. Em 16 de maio de 2012, a numeração fixa foi alterada, Thomás, mesmo na base, continuou com a camisa 20. Thomás chegou a ser especulado em uma negociação que o levaria para o Roma em troca do zagueiro Juan. Voltou a treinar com o grupo principal que iniciava a preparação para a partida contra o Santos. De volta ao elenco de cima, Thomás citou Zico e afirmou:
| “ | Fico feliz de ser reintegrado, de me trazerem de volta. Espero agarrar essa oportunidade com muita vontade e ajudar o Flamengo. Acho que é a lei natural, muitos jogadores já desceram para os juniores para ganhar mais experiência. Tive que rever o que estava fazendo de certo e errado. Conversei bastante com Joel e Zinho. Volto mais preparado. O Zico é um dos maiores ídolos do Flamengo e do mundo, e só foi se firmar com 20, 21 anos. O próprio Zinho foi assim. | ” |

Em 28 de junho, o Flamengo recebeu uma proposta da Juventus da Itália para contratar Thomás por empréstimo. O clube ofereceu 400 mil euros (cerca de R$ 1 milhão) para tê-lo por empréstimo com duração de um ano. Mas o negócio não avançou. Após três meses, voltou a ser relacionado por Joel Santana para uma partida profissional e agradeceu o treinador:
| “ | Estou feliz por estar novamente relacionado, por estar nos planos do Joel. Se tiver a chance de jogar, vou fazer o melhor possível para ajudar o time. | ” |

Com a saída de Joel Santana e a chegada de Dorival Júnior, Thomás começou a ser usado regulamente. Voltou a ser titular na vitória de 2 a 0 contra o Figueirense no Orlando Scarpelli. Depois dessa partida, engrenou uma série de mais 6 partidas como titular. Durante essa série, começou a jogar bem aberto pela ponta esquerda, além de atacar, teve a obrigação de ajudar na recomposição na hora de defender, tendo de acompanhar os avanços dos laterais adversários. Thomás destacou que com a chegada de Dorival Júnior trouxe uma evolução tática para ele:
| “ | Essa função que estou realizando realmente tem me feito evoluir muito na parte tática. Nunca tive tantas obrigações nesse sentido durante a minha carreira, então essa experiência esta me tornando um jogador mais completo, o que é muito importante. Não é fácil, com o futebol rápido como é jogado hoje, aparecer na frente e depois marcar o lateral adversário. É necessário ter muita disposição e acho que eu e Negueba estamos conseguindo mostrar as qualidades que o Dorival quer para desempenhar bem esse papel. Mas não é só a nossa participação que tem ajudado para o equilíbrio que o time apresentou nos últimos jogos. Todo mundo está tentando cumprir sua parte no esquema e por isso as coisas estão voltado a dar certo. | ” |

Ainda durante a série como titular, Thomás foi vaiado pela torcida rubro-negra pela primeira vez. Após 7 partidas como titular, Thomás não participou nem entre os reservas e começou treinar com grupo separado. Contra a Portuguesa, voltou a estar entre a lista de 19 atletas relacionados. Porém ficou fora até do banco de reservas. Também foi relacionado para a ultima rodada do Campeonato Brasileiro de 2012 no clássico contra o Vasco da Gama. Desta vez ficou no banco, porém, não chegou entrar em campo.
Em 2013, foi utilizado em algumas partidas do Campeonato Carioca por Dorival Júnior. Em fevereiro, discutiu e quase brigou com Luiz Antônio, onde amos foram expulsos do treino treinamento por Dorival Júnior. Horas depois da discussão, em uma rede social, postou uma foto com Luiz Antônio e fez as pazes com o volante. Com a chegada do novo treinador Jorginho, voltou para a base para se manter ativo. Na sua reestreia pelos juniores marcou 2 gols. Em sua segunda partida pelos juniores, Thomás comandou o show do rubro-negro contra Audax Rio, onde fez dois gols e participou de outros três nos 6 a 0 do Flamengo. Recebeu novamente elogios de Jorginho, desta vez por seu desempenho na base. Após mais algumas boas partidas pelos juniores, Thomás, que ganhou até um certo prestígio por acatar a decisão da comissão técnica sem reclamações, revelou um diálogo que teve com com Jorginho:
| “ | Eu encarei muito bem (a mudança). Ele conversou comigo e tem falado dia a dia após os jogos dos juniores. Ele me deu parabéns pelo que vem acontecendo. Estou muito satisfeito, confio muito no trabalho dele. Ele e o Aílton (Ferraz, auxiliar de Jorginho) falam que sou do profissional e que estou na base para voltar bem. Estou muito feliz com nosso diálogo - disse o jogador, comandado na base pelo técnico Cléber dos Santos, que possui canal aberto com Jorginho para revelar as melhores promessas do clube. | ” |

Voltou a treinar com grupo principal paralelamente enquanto se preparava para a disputa das finais da Taça Rio de Juniores. Na semifinal, com o presidente Eduardo Bandeira de Mello nas arquibancadas, Thomás fez o segundo gol rubro-negro na vitória de 2 a 1 sobre o Madureira em um lindo chute de fora da área, no contrapé do goleiro. Na final, onde na vitória de 2 a 0 sobre o Nova Iguaçu o Flamengo se sagrou campeão da competição, Thomás não marcou mais deu uma assistência para o golaço de letra de Igor Sartori.

### Siena
Foi emprestado pelo Flamengo ao Siena, onde o acordo entre os dois clubes prevê um ano de empréstimo gratuito, com vínculo fixado em 4 milhões de euros (cerca de R$ 12,3 milhões). No final de 2013, a Udinese manifestou interesse de contar com Thomás e fez contato com o Siena e com o procurador do jogador, Davide Lippi.

### Retorno ao Flamengo
Com termino do seu empréstimo ao Siena, Thomás retornou ao Flamengo. Thomás se reapresentou com os outros jogadores no dia 16 de junho.

### Ponte Preta
Sem espaço com Vanderlei Luxemburgo, a diretoria entendeu que a melhor solução para ambas partes é emprestar o jogador, visando ganhar experiência, destaque no cenário nacional e Thomás foi emprestado para a Ponte Preta.

### Seattle Sounders
Com vontade de jogar fora, e ter mais oportunidades, Thomás foi emprestado até o final da temporada para o Seattle Sounders.

### Joinville
Para a temporada de 2016, foi contratado por empréstimo pelo Joinville.

### Santa Cruz
Antes do fim de 2016, Thomás, já sem vínculo com o Fla, acertou para 2017 com o Santa Cruz.

### Sport
Encerrando o contrato com o Santa Cruz em meio de 2017, foi interessado pelo rival Sport, que acertou um pré-contrato, chateando a torcida e direção do clube anterior, que não utilizou mais o meia no restante do seu tempo de contrato, porém encostou o atleta até finalizar o contrato. No dia 01 de junho de 2017, enfim assinou com o Sport, recebendo a camisa de número 20.
Em seu segundo jogo com a camisa do Sport, Thomás fez seu primeiro gol, o segundo do Leão na vitória por 2 a 0 contra seu ex-clube, o Flamengo. Na comemoração, fez gestos referenciais indicando que o título brasileiro de 1987 pertencia ao Rubro-Negro Pernambucano.
No dia 27 de março de 2018, Thomás foi liberado, com o contrato até o dia 31 de maio de 2018, o jogador foi liberado, após a diretoria não querer renovar.

### Chapecoense
Em 2022 o Atleta foi anunciado pela Chapecoense após 4 temporadas no futebol da Grécia. O jogador assinou até novembro de 2022. 

## Seleção Brasileira

### Sub-20
Sua primeira convocação ocorreu em 8 de março de 2012. Porém a pedido do Flamengo, que iria inscrevê-lo na Copa Libertadores, a CBF cortou o meia da Copa Internacional do Mediterrâneo na Espanha. Foi convocado por Ney Franco para a disputa do Torneio Internacional 8 Nações de 2012. A Seleção Brasileira Sub-20 foi campeão do Torneio disputando a final contra a Seleção Argentina Sub-20. Ele foi o camisa 10 da equipe.

## Estatísticas

### Seleção Brasileira
Abaixo estão listados todos e jogos e gols do futebolista pela Seleção Brasileira, desde as categorias de base. Abaixo da tabela, clique em expandir para ver a lista detalhada dos jogos de acordo com a categoria selecionada.
Sub-20
| Ano   |       |      |         |       |
| Ano   | Jogos | Gols | Assist. | Média |
| ----- | ----- | ---- | ------- | ----- |
| 2012  | 5     | 2    | 0       | 0,4   |
| Total | 5     | 2    | 0       | 0,4   |

### Total (clube e seleção)
| Ano   |       |      |         |       |
| Ano   | Jogos | Gols | Assist. | Média |
| ----- | ----- | ---- | ------- | ----- |
| 2011  | 9     | 0    | 0       | 0     |
| 2012  | 18    | 0    | 0       | 0     |
| 2013  | 12    | 0    | 0       | 0     |
| 2014  | 13    | 1    | 0       | 0     |
| 2015  | 10    | 0    | 0       | 0     |
| Total | 62    | 1    | 0       | 0     |

## Títulos
Flamengo
- Campeonato Carioca Sub-17: 2010
- Copa São Paulo de Futebol Júnior: 2011
- Taça Rio de Juniores: 2013

Seleção Brasileira Sub-20
- Torneio Internacional 8 Nações: 2012

Santa Cruz
- Troféu Asa Branca: 2017

Sport
- Taça Ariano Suassuna: 2018